# 283-я стрелковая дивизия
283-я стрелковая дивизия (283 сд) — воинское формирование (соединение, стрелковая дивизия) РККА в Великой Отечественной войне.
Дивизия участвовала в боевых действиях: 09.09.1941-09.05.1945
Сокращённое наименование — 283 сд

## История
Дивизия формировалась в Орловском военном округе, в районе города Щигры Курской области с 15 июля по 6 сентября 1941 года, согласно постановлению ГКО № 207сс от 19 июля 1941 года «О формировании новых дивизий».
С утра 6 сентября 1941 года дивизия девятнадцатью эшелонами начала убывать на фронт. К 6 часам утра 9 сентября составы прибыли на станцию Клюковники Навлинского района Брянской области, в тридцати километрах юго-восточнее Брянска. Здесь дивизия влилась в действующую армию в составе Брянского фронта. С 19 сентября дивизия вошла в состав оперативной группы генерала А. Н. Ермакова для участия в частной наступательной операции по освобождению города Глухов. Однако 30 сентября 1941 года противник упредил войска Брянского фронта и сам перешел в наступление на орловском направлении. Войска фронта, в том числе и 283-я стрелковая дивизия, оказались в окружении, откуда с тяжелыми боями пробивались на тульском направлении.
После выхода из окружения с 22 октября дивизия вошла в 13-ю армию Юго-Западного фронта, затем из города Льгов отошла к городу Щигры, уничтожив все переправы на своем пути. 30 октября, в связи с прорывом подвижных войск противника на орловском направлении, она была переведена в район город Ефремов и, войдя в подчинение 3-й армии, вела оборонительные бои в полосе Медведки, Яблоново, Хмелевое.
В ходе контрнаступления под Москвой с 11 декабря 1941 года её части принимали участие в Елецкой наступательной операции и освобождении города Ефремов. Продолжая наступление, они к 29 декабря вышли к реки Зуша и захватили плацдарм на её зап. берегу северо-западнее города Новосиль. С 16 января 1942 года дивизия находилась в резерве 3-й армии.
В течение февраля — марта она провела три частные операции по захвату плацдармов на реках Зуша и Ока в районах Бабенково, Чегодаево, Хмелевое, Кривцово и Тимцы (Орловской обл.). До февраля 1943 года её части обороняли важную железно-дорожную магистраль и шоссе Орёл — Москва на мценском плацдарме
С 13 марта она в составе 3-й армии была включена в Центральный, а с 27 марта — в Орловский фронты (с 28 марта — Брянский фронт 3-го формирования). В ходе Курской битвы в середине июля 1943 года дивизия была введена в сражение на Курском выступе. В ночь на 21 июля её части с ходу форсировали реку Ока и захватили два плацдарма. В ходе Орловской наступательной операции дивизия, ведя упорные бои, овладела населенными пунктами Нельбово, Клеменово, Чурилово, Большое Дураково, форсировала реки Неполодь в районе села Неполодь и устремились к Орлу по Волховскому шоссе. 5 августа дивизия ворвалась на северо-западную окраину города Орла и приняла участие в его освобождении
С ноября 1943 года дивизия принимает участие в Гомельско-Речицкой наступательной операции. Приказом ВГК от 26.11.1943 за освобождение города Гомель ей присвоено наименование «Гомельская». С конца ноября и в декабре 1943 года она находилась в обороне в 15 км от города Быхов, затем вела наступательные бои на захваченном плацдарме на Днепре, завершившиеся образованием южного фаса Могилёвского выступа. В феврале дивизия участвовала в Рогачевско-Жлобинской наступательной операции, наступая севернее Рогачева. С выходом на рубеж реке Езва она перешла к обороне.
Летом 1944 года дивизия успешно действовала в Белорусской наступательной операции. Принимала участие в освобождении городов Бобруйск, Волковыск и Белосток. 7 августа 1944 года части дивизии перешли границу с Польшей и наступали вдоль Варшавского шоссе. 12 октября дивизия завязала бои за город Рожан, затем закрепилась на достигнутых рубежах.
Во второй половине декабря она была выведена во второй эшелон 41-го стрелкового корпуса, затем в его составе с 16 января 1945 года в составе войск 2-го Белорусского фронта перешла в наступление и участвовала в Млавско-Эльбингской и Восточно-Прусской наступательных операциях. В ходе упорных боев её части форсировали реки Омулев, Варнау, Валыц и штурмом овладели городами Мельзак, Браунсберг, Хайлигенбайль. К 25 марта 1945 года части дивизии вышли к заливу Фришес-Хафф.
В начале апреля дивизия совершила почти 700-километровый марш в Центральную Германию и с 19 апреля в составе войск 1-го Белорусского фронта участвовала в Берлинской наступательной операции, в ходе которой овладела городом Франкфурт-на-Одере.
После войны в июне 1946 года 283-я стрелковая Гомельская Краснознамённая ордена Суворова дивизия была расформирована.

## Полное название
283-я Гомельская Краснознамённая ордена Суворова стрелковая дивизия

## Состав и награды
- 856-й стрелковый Краснознаменный ордена Кутузова полк

 (5 апреля 1945 года — за овладение городами овладение городами Восточной Пруссии Вилленберг, Ортельсбург, Морунген, Заальфельд и Фрайштадт)
 (26 апреля 1945 года — за овладение городом Браунсберг)
- 858-й стрелковый Белостокский Краснознаменный ордена Александра Невского полк

 (19 февраля 1945 года — за вторжение в южные районы Восточной Пруссии)
 (5 апреля 1945 года — за овладение городами Вормдитт и Мельзак)
- 860-й стрелковый Краснознамённый орденов Суворова и Кутузова полк

 (5 апреля 1945 года — за овладение городами овладение городами Восточной Пруссии Вилленберг, Ортельсбург, Морунген, Заальфельд и Фрайштадт)
 (11 июня 1945 года — за завершение ликвидации группы немецких войск, окруженной юго-восточнее Берлина)
 (26 апреля 1945 года — за овладение городом Браунсберг)
- 9-й гвардейский артиллерийский Краснознаменный ордена Кутузова полк (ранее 848-й артиллерийский полк)

 (Преобразован в гвардейский из 848-го артиллерийского полка Приказом Народного Комиссара обороны от 11.01.1942)
 (19 февраля 1945 года — за вторжение в южные районы Восточной Пруссии)
 (26 апреля 1945 года — за завершение ликвидации окруженной группы немецких войск юго-западнее Кенигсберга)
- 349-й отдельный истребительно-противотанковый ордена Александра Невского дивизион (с 01.04.1942)

 (5 апреля 1945 года — за овладение городами Вормдитт и Мельзак)
- 564-й отдельный сапёрный ордена Красной Звезды батальон

 (5 апреля 1945 года — за овладение городами Вормдитт и Мельзак)
- 744-й отдельный батальон связи (457-я отдельная рота связи)
- 368-я отдельная разведывательная рота
- 569-й отдельный зенитный артиллерийский дивизион (до 01.10.1941)
- 210-я зенитная батарея (с 01.04.1942 до 01.10.1942)
- 585-й минометный дивизион (с 01.04.1942 до 01.10.1942)
- 312 -й отдельный медико-санитарный батальон
- 377-я отдельная рота химической защиты
- 439-я автотранспортная рота (ранее 738-я)
- 558-я полевая хлебопекарня (ранее 161-я)
- 24-й дивизионный ветеринарный лазарет (ранее 665-й)
- 965-я полевая почтовая станция
- 849-я полевая касса Государственного банка

## Подчинение
| Дата            | Фронт                   | Армия                                | Корпус                 | Примечания |
| --------------- | ----------------------- | ------------------------------------ | ---------------------- | ---------- |
| 01.08.1941 года | Орловский военный округ |                                      |                        | -          |
| 01.09.1941 года | Брянский фронт          | оперативная группа генерала Ермакова |                        | -          |
| 01.10.1941 года | Брянский фронт          | оперативная группа генерала Ермакова |                        | -          |
| 01.11.1941 года | Брянский фронт          | 3-я армия                            |                        | -          |
| 01.12.1941 года | Юго-Западный фронт      | 3-я армия                            |                        | -          |
| 01.01.1942 года | Брянский фронт          | 3-я армия                            |                        | -          |
| 01.02.1942 года | Брянский фронт          | 3-я армия                            |                        | -          |
| 01.03.1942 года | Брянский фронт          | 3-я армия                            |                        |            |
| 01.04.1942 года | Брянский фронт          | 3-я армия                            |                        | -          |
| 01.05.1942 года | Брянский фронт          | 3-я армия                            |                        | -          |
| 01.06.1942 года | Брянский фронт          | 3-я армия                            |                        | -          |
| 01.07.1942 года | Брянский фронт          | 3-я армия                            |                        | -          |
| 01.08.1942 года | Брянский фронт          | 3-я армия                            |                        | -          |
| 01.09.1942 года | Западный фронт          | 29-я армия                           |                        | -          |
| 01.10.1942 года | Брянский фронт          | 3-я армия                            |                        | -          |
| 01.11.1942 года | Брянский фронт          | 3-я армия                            |                        | -          |
| 01.12.1942 года | Брянский фронт          | 3-я армия                            |                        | -          |
| 01.01.1943 года | Брянский фронт          | 3-я армия                            |                        | -          |
| 01.02.1943 года | Брянский фронт          | 3-я армия                            |                        | -          |
| 01.03.1943 года | Брянский фронт          | 3-я армия                            |                        |            |
| 01.04.1943 года | Брянский фронт          | 3-я армия                            |                        |            |
| 01.05.1943 года | Брянский фронт          | 3-я армия                            |                        |            |
| 01.06.1943 года | Брянский фронт          | 3-я армия                            |                        |            |
| 01.07.1943 года | Брянский фронт          | 3-я армия                            |                        | -          |
| 01.08.1943 года | Брянский фронт          | 3-я армия                            |                        | -          |
| 01.09.1943 года | Брянский фронт          | 3-я армия                            | 41-й стрелковый корпус | -          |
| 01.10.1943 года | Брянский фронт          | 3-я армия                            | 41-й стрелковый корпус | -          |
| 01.11.1943 года | Белорусский фронт       | 3-я армия                            | 80-й стрелковый корпус | -          |
| 01.12.1943 года | Белорусский фронт       | 3-я армия                            | 80-й стрелковый корпус | -          |
| 01.01.1944 года | Белорусский фронт       | 3-я армия                            | 80-й стрелковый корпус | -          |
| 01.02.1944 года | Белорусский фронт       | 3-я армия                            | 80-й стрелковый корпус | -          |
| 01.03.1944 года | 1-й Белорусский фронт   | 50-я армия                           | 80-й стрелковый корпус | -          |
| 01.04.1944 года | 1-й Белорусский фронт   | 3-я армия                            | 80-й стрелковый корпус | -          |
| 01.05.1944 года | 1-й Белорусский фронт   | 3-я армия                            | 80-й стрелковый корпус | -          |
| 01.06.1944 года | 1-й Белорусский фронт   | 3-я армия                            | 80-й стрелковый корпус | -          |
| 01.07.1944 года | 1-й Белорусский фронт   | 3-я армия                            | 80-й стрелковый корпус | -          |
| 01.08.1944 года | 2-й Белорусский фронт   | 3-я армия                            | 41-й стрелковый корпус | -          |
| 01.09.1944 года | 2-й Белорусский фронт   | 3-я армия                            | 41-й стрелковый корпус | -          |
| 01.10.1944 года | 2-й Белорусский фронт   | 3-я армия                            | 41-й стрелковый корпус | -          |
| 01.11.1944 года | 2-й Белорусский фронт   | 3-я армия                            | 41-й стрелковый корпус | -          |
| 01.12.1944 года | 2-й Белорусский фронт   | 3-я армия                            | 41-й стрелковый корпус | -          |
| 01.01.1945 года | 2-й Белорусский фронт   | 3-я армия                            | 41-й стрелковый корпус | -          |
| 01.02.1945 года | 2-й Белорусский фронт   | 3-я армия                            | 41-й стрелковый корпус | -          |
| 01.03.1945 года | 3-й Белорусский фронт   | 3-я армия                            | 41-й стрелковый корпус |            |
| 01.04.1945 года | 3-й Белорусский фронт   | 3-я армия                            | 41-й стрелковый корпус |            |
| 01.05.1945 года | 1-й Белорусский фронт   | 3-я армия                            | 41-й стрелковый корпус |            |

## Командование

### Командиры
- Нечаев, Александр Николаевич (15.07.1941 — 01.03.1943), полковник, с 03.05.1942 генерал-майор
- Коновалов, Василий Андреевич (02.03.1943 — 21.07.1943), полковник
- Базанов, Сергей Фёдорович (22.07.1943 — 30.07.1943), подполковник. Погиб в бою.
- Резниченко, Спиридон Константинович (31.07.1943 — 05.08.1943), полковник. Погиб в бою.
- Кувшинников, Владимир Александрович (06.08.1943 — 22.09.1943), полковник
- Коновалов, Василий Андреевич (23.09.1943 — 20.12.1943), полковник
- Груздов, Иван Васильевич (21.12.1943 — 14.01.1944), полковник
- Пуховский, Николай Фомич (15.01.1944 — 21.05.1944), полковник
- Коновалов, Василий Андреевич (22.05.1944 — 09.12.1944), полковник, с 13.09.1944 генерал-майор
- Руденко, Сергей Николаевич (10.12.1944 — 26.12.1944), полковник
- Коновалов, Василий Андреевич (27.12.1944 — 09.05.1945), генерал-майор

### Заместители командира
- Коновалов, Василий Андреевич (??.05.1942 — 01.02.1943), подполковник, полковник
- Резниченко, Спиридон Константинович (20.04.1943 — 31.07.1943), полковник
- Груздов, Иван Васильевич (01.08.1943 — 03.06.1944), полковник
- Руденко, Сергей Николаевич (??.11.1944 — 30.12.1945), полковник

### Начальники штаба
- Коновалов, Василий Андреевич (??.01.1941 — ??.05.1942), майор, подполковник
- Кувшинников, Владимир Александрович (??.05.1942 — 05.08.1943), полковник

## Награды и наименования
| Награда (наименование)             | Дата                                                             | За что получена |
| ---------------------------------- | ---------------------------------------------------------------- | --- |
| Почётное наименование «Гомельская» | Приказ Верховного Главнокомандующего № 46 от 26 ноября 1943 года | В ознаменование одержанной победы в боях при овладении городом Гомель                                                                                            |
| орден Красного Знамени             | 22 сентября 1943                                                 | За образцовое выполнение заданий командования на фронте борьбы с немецкими захватчиками и проявленные при этом доблесть и мужество                               |
| Орден Суворова II степени          | 22 сентября 1944                                                 | За образцовое выполнение заданий командования в боях с немецкими захватчиками, за овладение городом и крепостью Ломжа и проявленные при этом доблесть и мужество |

Личному составу 283-й стрелковой Гомельской Краснознамённой ордена Суворова дивизии было объявлено девять благодарностей в приказах Верховного Главнокомандующего:
- За овладение городом областным и крупным промышленным центром Белоруссии городом Гомель — важным узлом железных дорог и мощным опорным пунктом обороны немцев на полесском направлении. 26 ноября 1943 года. № 46.
- За овладение штурмом городом и крупным промышленным центром Белосток — важным железнодорожным узлом и мощным укрепленным районом обороны немцев, прикрывающим пути к Варшаве. 27 июля 1944 года № 151.
- За овладение штурмом городом и крепостью Остроленка — важным опорным пунктом обороны немцев на реке Нарев. 6 сентября 1944 года № 184.
- За прорыв сильно укрепленной оборону немцев на южной границе Восточной Пруссии, вторглись в её пределы и овладение городами Найденбург, Танненберг, Едвабно и Аллендорф — важными опорными пунктами обороны немцев. 21 января 1945 года. № 239.
- За овладение городами Восточной Пруссии Вилленберг, Ортельсбург, Морунген, Заальфельд и Фрайштадт — важными узлами коммуникаций и сильными опорными пунктами обороны немцев. 23 января 1945 года. № 246.
- За овладение штурмом городами Вормдитт и Мельзак — важными узлами коммуникаций и сильными опорными пунктами обороны немцев. 17 февраля 1945 года. № 282.
- За овладение городом Браунсберг — сильным опорным пунктом обороны немцев на побережье залива Фриш-Гаф. 20 марта 1945 года. № 303.
- За завершение ликвидации окруженной восточно-прусской группы немецких войск юго-западнее Кенигсберга. 29 марта 1945 года. № 317.
- За завершение ликвидации группы немецких войск, окруженной юго-восточнее Берлина. 2 мая 1945 года. № 357.

## Отличившиеся воины дивизии
| Награда | Ф. И. О.                      | Должность                                                             | Звание                    | Дата награждения                 | Примечания |
| ------- | ----------------------------- | --------------------------------------------------------------------- | ------------------------- | -------------------------------- | ---------- |
|         | Виниченко, Пётр Дмитриевич    | командир миномётной роты 858-го стрелкового полка                     | Старший лейтенант ВС СССР | 03.06.1944                       |            |
|         | Зверинцев, Николай Михайлович | комсоргом батальона 858-го стрелкового полка                          | Младший лейтенант         | 15.01.1944                       |            |
|         | Кульбашной, Сидор Захарович   | командир пулемётного расчёта 856-го стрелкового полка                 | Старший сержант           | 24.03.1945                       |            |
|         | Посвит, Павел Акимович        | командир стрелковой роты 858-го стрелкового полка                     | Старший лейтенант ВС СССР | 24.03.1945                       |            |
|         | Чемодуров, Вячеслав Иванович  | командир пулемётного расчёта стрелковой роты 858-го стрелкового полка | Сержант                   | 15.01.1944                       |            |
|         | Бабко, Тихон Федотович        | командир отделения 564-го отдельного сапёрного батальона              | Старший сержант           | 29.02.1944 20.07.1944 24.03.1945 |            |
|         | Байзаков, Ботай               | пулемётчик стрелковой роты 860-го стрелкового полка                   | Сержант                   | 05.12.1943 07.02.1945 16.03.1984 |            |
|         | Барабанов, Пётр Михайлович    | командир отделения 564-го отдельного саперного батальона              | Сержант                   | 11.12.1943 06.03.1944 24.03.1945 |            |
|         | Булгаков, Иван Тихонович      | командир отделения 564-го отдельного сапёрного батальона              | Младший сержант           | 11.12.1943 23.11.1944 24.03.1945 |            |
|         | Морозов, Григорий Сергеевич   | командир отделения 564-го отдельного сапёрного батальона              | Старший сержант           | 01.03.1944 20.07.1944 24.03.1945 |            |
|         | Тисменецкий, Пётр Харитонович | помощник командира взвода 368-й отдельной разведывательной роты       | Старший сержант           | 27.07.1944 23.11.1944 24.03.1945 |            |

## Люди связанные с дивизией
- Данилов, Пётр Алексеевич — помощник начальника политотдела 3-й армии Белорусского фронта по работе среди комсомольцев в феврале 1944 года провёл большую работу по подготовке партийной и комсомольской организаций 283-й стрелковой дивизии к форсированию Днепра. На плацдарме личным примером поднял бойцов в атаку. Был ранен, но не покинул поля боя.